# Баллард, Дональд Эверетт
Дональд Эверетт Баллард (англ. Donald Everett Ballard) (5 декабря 1945) – полковник Национальной гвардии штата Канзас в отставке и бывший военнослужащий ВМС США. Будучи медиком, участвовал во Вьетнамской войне и за свои героические действия проявленные 16 мая 1968 года удостоился медали Почёта.

## Биография
Родился в Канзас-сити, штат Миссури. Был женат и работал в зуботехнической лаборатории. Решил вступить в ряды флота, рассчитывая в будущем стать стоматологом. 
В 1965 году вступил в ряды ВМС США. После прохождения военно-морской рекрутской подготовки и обучения в школе медицинского корпуса решил продолжить службу медиком в составе Корпуса морской пехоты США. Был отправлен в школу военно-полевой медицины. По прохождении курса в школе был отправлен во Вьетнам в 1967 году. Служил медиком в роте М, третьего батальона, 4-го полка, третьей дивизии морской пехоты в провинции Куангчи Южного Вьетнама.  
16 мая 1968 года Баллард оказал помощь двум морским пехотинцам пострадавшим от теплового удара. Когда он возвращался к своему взводу с вертолётной площадки для эвакуации раненых, подразделение северовьетнамской армии (NVA) атаковало его роту. Оказавшись под вражеским огнём, Баллард продолжил оказывать помощь раненому морскому пехотинцу. В это момент рядом с раненым морским пехотинцем и четырьмя морпехами приземлилась вражеская граната. Он немедленно прикрыл гранату своим телом, чтобы прикрыть пятерых морпехов от взрыва. Поняв, что граната не разорвалась, он быстро отбросил её в сторону, и в это время она взорвалась, но взрыв уже не причинил вреда морпехам. Он дальше продолжил оказывать помощь  раненым морским пехотинцам в ходе боя. За свои действия он получил высочайшую награду США за отвагу – медаль Почёта.    
Баллард ушёл в отставку из ВМС США в 1969 году и на следующий год 1970 год получил медаль Почёта от президента США Ричарда Никсона и генерала Уильяма Уэстморленда.

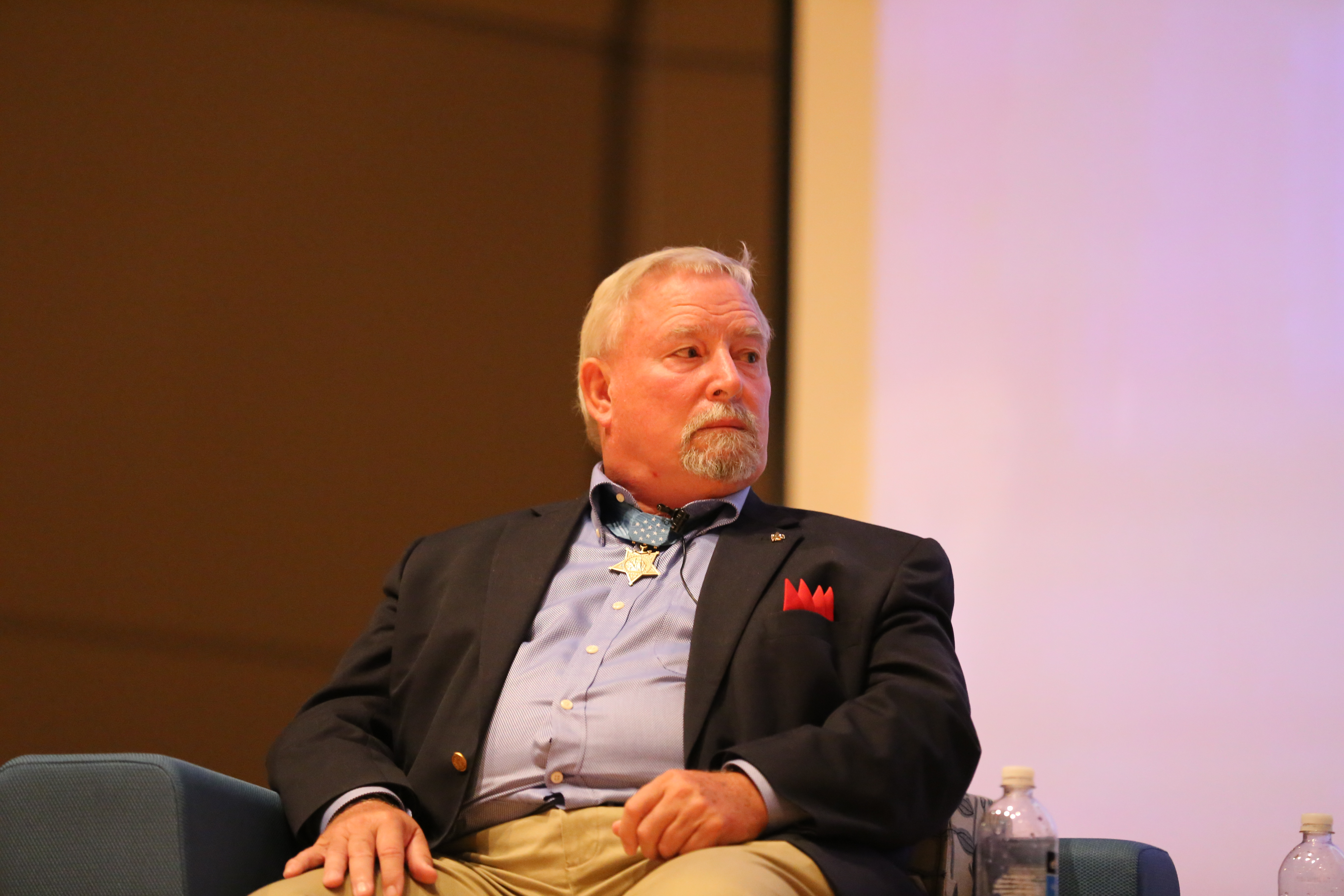
Баллард в 2014 году

Баллард был отобран в школу кандидатов в армейские офицеры. Генерал Уэстморленд узнал, что Баллард переходит в армию, и предложил сразу зачислить его офицером в действующую армию, но Баллард отказался по личным причинам. Затем, в 1970 году Баллард вступил в ряды Национальной гвардии штата Канзас и служил как командир медицинского взвода, затем ротный командир. Ему было поручено создать новый медицинский отряд № 5, подразделение, которое оказывает медицинскую помощь гвардейцам, чтобы сэкономить на найме медицинской помощи со стороны. Он стал первым членом и командиром этого отряда.
5 апреля 1998 года Баллард был произведён в полковники генерал-майором Джеймсом Рогером и служил специальным помощником генерала-адъютанта до своей отставки в 2000 году . В ноябре 2001 года он был введён в зал славы Национальной гвардии. Он единственный живущий канзасский национальный гвардеец, награждённый медалью Почёта. Также ему возвели статую на Национальном медицинском мемориале в Канзас-сити, где отображён подвиг Балларда, за который он удостоился медали Почёта.
Баллард принимал активное участие в оказании услуг ветеранам и действующим военным, в том числе работал над открытием объекта USO в центре Канзас-Сити.

## Награды
Баллард получил следующие награды и знаки отличия:
|  | Золотая звезда повторного награждения · Золотая звезда повторного награждения |  |
|  |                                                                               |  |
|  |                                                                               |  |

| Медаль Почёта                                    | Пурпурное сердце с двумя 5/16 дюймовыми золотыми звёздами повторного награждения }" | Боевая ленточка (флотская) |
| Медаль «За безупречную службу» (флотская)        | Медаль «За службу национальной обороне»                                             | Медаль «За службу во Вьетнаме» с пряжкой Fleet Marine Force Combat Operation Insignia с двумя 3/16 дюймовыми бронзовыми звёздами за службу |
| Крест «За храбрость» с пальмовым листом и рамкой | Медаль «За гражданские действия» с пальмовым листом и рамкой                        | Медаль «За кампанию во Вьетнаме» с пряжкой 1960–                                                                                           |

## Наградная запись к медали Почёта
Президент Соединённых штатов от имени Конгресса с гордостью вручает МЕДАЛЬ ПОЧЁТА
КОРПУСНОМУ МЕДИКУ ВТОРОГО КЛАССА ДОНАЛЬДУ ЭВЕРЕТТУ БАЛЛАРДУ
ВМС СОЁДИНЁННЫХ ШТАТОВ
За службу указанную в нижеследующей 
ЦИТАТЕ:
За выдающуюся храбрость и отвагу, проявленные с риском для жизни при перевыполнении долга службы в ходе службы корпусным медиком второго класса в составе роты М в связи с операциями против сил вражеского агрессора. Во время полдня рота М шла на соединение с 3-м батальоном в провинции Куанг Чи. После оказания помощи и эвакуации двух пострадавших от теплового удара корпусный медик второго класса Баллард вернулся к  своему взводу с вертолётной площадки для эвакуации раненых, в это время рота попала в засаду отряда северовьетнамской армии (NVA) атаковало его роту, обстреляв её из автоматического оружия и миномётов и причинив большие потери. Заметив раненого морского пехотинца, корпусный медик второго класса Баллард без колебаний пробрался через простреливаемую местность и незамедлительно оказал медицинскую помощь своему товарищу. Затем Баллард приказал четырём морским пехотинцам отнести пострадавшего в относительно безопасное место. Когда четыре морских пехотинца приготовились нести раненого морпеха вражеский солдат внезапно выскочил из скрытого укрытия  и, бросив гранату, которая приземлилась рядом с раненым, открыл огонь по этой небольшой группе людей.  Корпусный медик второго класса Баллард немедленно выкрикнул слова предупреждения  морским пехотинцам и накрыл смертоносный взрывчатый снаряд  своим телом, чтобы прикрыть своих товарищей от смертоносного взрыва.  взрыва. Граната не разорвалась, и он спокойно поднялся со своей опасной позиции и решительно возобновил усилия по оказанию помощи другим морским пехотинцам. Героические действия корпусного медика второго класса Балларда и бескорыстная забота о благополучии своих товарищей  вдохновили всех кто наблюдал за этим и предотвратили возможные ранения или гибель его товарищей морских пехотинцев.  Своей храбростью, дерзновенной инициативой и непоколебимой преданностью долгу он поддержал и усилил высочайшие традиции военно-морской службы США. 
/ПОДП/ РИЧАРД М. НИКСОН
Оригинальный текст (англ.)
The President of the United States in the name of The Congress takes pride in presenting the MEDAL OF HONOR to
HOSPITAL CORPSMAN SECOND CLASS DONALD EVERETT BALLARD
UNITED STATES NAVY
for service as set forth in the following
CITATION:
For conspicuous gallantry and intrepidity at the risk of his life and beyond the call of duty while serving as a HC2c. with Company M, in connection with operations against enemy aggressor forces. During the afternoon hours, Company M was moving to join the remainder of the 3d Battalion in Quang Tri Province. After treating and evacuating 2 heat casualties, HC2c. Ballard was returning to his platoon from the evacuation landing zone when the company was ambushed by a North Vietnamese Army unit employing automatic weapons and mortars, and sustained numerous casualties. Observing a wounded marine, HC2c. Ballard unhesitatingly moved across the fire swept terrain to the injured man and swiftly rendered medical assistance to his comrade. HC2c. Ballard then directed 4 marines to carry the casualty to a position of relative safety. As the 4 men prepared to move the wounded marine, an enemy soldier suddenly left his concealed position and, after hurling a hand grenade which landed near the casualty, commenced firing upon the small group of men. Instantly shouting a warning to the marines, HC2c. Ballard fearlessly threw himself upon the lethal explosive device to protect his comrades from the deadly blast. When the grenade failed to detonate, he calmly arose from his dangerous position and resolutely continued his determined efforts in treating other marine casualties. HC2c. Ballard's heroic actions and selfless concern for the welfare of his companions served to inspire all who observed him and prevented possible injury or death to his fellow marines. His courage, daring initiative, and unwavering devotion to duty in the face of extreme personal danger, sustain and enhance the finest traditions of the U.S. Naval Service.
/S/ RICHARD M. NIXON

- Список участников Вьетнамской войны, награждённых медалью Почёта
- Список ныне живущих награждённых медалью Почёта

1. 
2. 
3. 
4. 
5. 
6. 
7. 
8. 
9. 
10. 
11. 

- Interview at the Pritzker Military Museum & Library
- Exhibit of Valor: Reuniting the American Spirit